# Hasta que me olvides
Hasta que me olvides (français : Jusqu'à ce que tu m'oublies) est une chanson écrite par Juan Luis Guerra et interprétée par l'artiste mexicain Luis Miguel. Elle est sortie en août 1993 en tant que deuxième single de son album Aries. La chanson a atteint la première place du classement Billboard Hot Latin Songs aux États-Unis, devenant ainsi sa dixième chanson numéro un. Elle a été nommée pour la chanson pop de l'année lors de la 6e édition des Lo Nuestro Awards.

## Contexte
En 1991, Miguel a sorti son huitième album studio, Romance, une collection de boléros classiques, dont le plus ancien date des années 1940. L'album, produit par Armando Manzanero et arrangé par Bebu Silvetti, a été un succès commercial en Amérique latine et s'est vendu à plus de sept millions d'exemplaires dans le monde,. Il a ravivé l'intérêt pour le genre du boléro et a été le premier disque d'un artiste hispanophone à être certifié or au Brésil, à Taiwan et aux États-Unis. Malgré le succès de l'album, Miguel ne voulait pas sortir un disque de suivi similaire à Romance. Lorsqu'on lui a demandé pourquoi il avait choisi de ne pas enregistrer plus de boléros, il a répondu : « Je voulais essayer ma musique, en oubliant un peu ces boléros que tout le monde connaît ». Il a commencé à travailler avec les compositeurs pour l'album un an avant d'enregistrer en studio en 1992 ; selon les mots de Miguel, il voulait « discuter des œuvres, des thèmes et des mélodies ; ... La création d'un album doit faire partie de moi, sinon je ne serais pas capable de l'interpréter, ou de chanter dedans ».

## Accueil
Le deuxième single de l'album Aries, Hasta Que Me Olvides", est sorti en août 1993 et a atteint la première place du classement des Billboard Hot Latin Songs la semaine du 23 octobre, et y est resté pendant trois semaines. John Lannert a écrit pour le Sun-Sentinel que le morceau de Juan Luis Guerra était une « ode d'amour pleine d'émotion ». 
Lors de la 6e édition des Lo Nuestro Awards, en 1994, Luis Miguel a reçu deux nominations dans la catégorie de la chanson pop de l'année pour Hasta que me olvides et Ayer, ce dernier titre a également été nommé pour le vidéo-clip de l'année, mais elles ont été battues par Nunca voy a olvidarte de Christian Castro,.
Hasta Que Me Olvides a été reconnue par la Broadcast Music, Inc. (BMI) lors des BMI Latin Awards de 1995. La chanson a été incluse dans la compilation Grandes éxitos de Luis Miguel (2005). Une interprétation en direct de la chanson lors de son spectacle à l'Auditorium national en 1994, lors de sa tournée Segundo Romance, a été incluse dans son album El Concierto (1995),. Cette version est sortie en single promotionnel en Espagne.